# Rusty James (roman)
Cet article concerne le roman de Susan Eloise Hinton. Pour le film de Francis Ford Coppola, voir Rusty James.
 Rusty James  (titre original : Rumble Fish) est un roman publié en 1975 par Susan Eloise Hinton, autrice entre autres d'Outsiders. Ce roman a été adapté au cinéma par Francis Ford Coppola en 1983.

## Personnages
Rusty James est le personnage central de ce roman. Âgé de quatorze ans, il a déjà versé dans la consommation de drogue, d'alcool, dans les combats de gangs et il joue au billard pour gagner de l'argent. Rusty James affirme ressembler à son grand frère, le Motorcycle Boy, bien que personne ne le croie, et prétend qu'ils ont en commun « la même teinte rouge foncé de cheveux, de la couleur d'une cerise noire » et les mêmes yeux. Rusty James dira que sa mémoire lui joue des tours : au début du roman il a du mal à se souvenir qui est Steve Hays, son meilleur ami.
The Motorcycle Boy, dont le vrai nom n'est jamais donné, est le grand frère de Rusty James. Il est connu pour avoir une passion pour les motos, et il part souvent de chez eux durant de longues périodes.  Pendant un voyage en Californie, il rencontre leur mère, qui était partie alors que Rusty James était encore très jeune. Tout le monde aime le Motorcycle boy. Rusty James affirme que les gens qui le croisent le regardent, s’arrêtent puis le regardent à nouveau. Vers la fin du roman, le Motorcycle Boy observe dans un magasin animalier des Combattants du Siam, qu'il appelle « Rumble Fish » (littéralement poisson bagarreurs), d'où le titre original du roman.
Steve Hays est le meilleur ami de Rusty James. Rusty James dit dans le roman que Steve a quatorze ans mais qu'il paraît en avoir douze. Contrairement à Rusty James, Steve ne boit pas, ne fume pas et ne se bat pas.
Biff Wilcox est l'ennemi de Rusty James. Il est mentionné tôt dans le roman, lorsque Rusty apprend que Biff veut le tuer. Ils s'affronteront dans un duel au couteau que Rusty gagnera presque. Mais, distrait par l'arrivée du Motorcycle Boy, il ne pourra éviter le coup de couteau que Biff lui porte sur le côté. Rusty James sera plus tard renvoyé de son école et placé dans celle de Biff.
Patty est la petite amie de Rusty James jusqu'au milieu du roman, où elle apprend que Rusty James l'a trompée avec une fille aux cheveux noirs lors d'une soirée. Elle deviendra par la suite la petite amie de Smokey, un ami de Rusty. Smokey admettra qu'il a fait en sorte que Patty découvre la relation entre Rusty et la fille aux cheveux noirs pour que Patty puisse sortir avec lui.
La mère de Rusty James vit en Californie Elle est partie il y a longtemps, alors que Rusty n'était qu'un enfant.
Le père de Rusty James vit avec ses fils, mais, vu qu'il sort pour boire toute la journée, il est peu souvent chez lui et, quand il y est, il ignore pratiquement Rusty. Le Motorcycle Boy apprendra à Rusty James que la raison pour laquelle il ne supporte pas d’être seul à la maison est que lorsque leur mère est partie, elle a pris le Motorcycle Boy avec elle et leur père a passé trois jours à boire. Rusty James, alors âgé de deux ans est resté seul pendant cette période.